# Veselin Minev
Veselin Minev (in bulgaro Веселин Минев?; Pazardžik, 14 ottobre 1980) è un ex calciatore bulgaro, di ruolo difensore.

## Biografia
Ha un gemello di nome Jordan Minev, anche lui giocatore professionista.

## Carriera

### Club
Durante la sua carriera ha giocato con varie squadre di club tra cui il Levski Sofia, con cui conta 176 presenze e un gol.

### Nazionale
Nel 2008 ha debuttato con la nazionale maggiore della Bulgaria, con cui conta 25 presenze.

## Palmarès
- Campionato bulgaro: 2

Levski Sofia: 2006-2007, 2008-2009
- Coppa di Bulgaria: 1

Levski Sofia: 2006-2007
- Supercoppa di Bulgaria: 2

Levski Sofia: 2007, 2009